# The Italian Bob
«The Italian Bob» (с англ. — «Итальянский Боб») — восьмой эпизод семнадцатого сезона мультсериала «Симпсоны».

## Сюжет
После поломки старой машины мистера Бёрнса Гомера отправляют в Италию, чтобы он пригнал оттуда новый автомобиль «Ламборготти Фастеросса» (придуманный по названию гибрид автомобилей Lamborghini Gallardo + Ferrari Testarossa). Семья едет вместе с Гомером, и после получения машины они решают немного попутешествовать по Италии. Случайно на капот падает огромный кусок традиционной болонской колбасы «Мортаделла» и разбивает его вдребезги. Симпсоны доталкивают машину до ближайшей деревеньки, Сальсиччии, и ищут там помощи. Во всей деревне только мэр говорит по-английски, поэтому Симпсоны отправляются к нему. Неожиданно мэром оказывается не кто иной, как Сайдшоу Боб.
Все шокированы этой встречей. Боб рассказывает, что после своей последней попытки убить Барта он решил начать жизнь с чистого листа и переехал в Италию. Здесь он занимался тем, что давил виноград своими большими ступнями, а затем жители полюбили его и выбрали мэром. Кроме того, он встретил прекрасную итальянку Франческу и у них родился сын Джино. Новая семья Боба не знает о его криминальном прошлом и он умоляет Симпсонов не рассказывать его невесте и друзьям ничего компрометирующего. Симпсоны обещают сохранить тайну Боба в обмен на помощь с машиной.

Симпсоны в Помпеях

Перед самым отъездом Симпсонов Боб устраивает праздник в их честь. Лиза выпивает немного вина и открывает жителям Сальсиччии истинное лицо их мэра. Боб тут же теряет уважение своих итальянских друзей и лишается своего поста. Он объявляет Симпсонам вендетту и гонится за ними на мотоцикле по старинному акведуку. Погоня заканчивается на Римском Форуме, где машина Симпсонов приземляется на знаменитую колонну Траяна. Франческа догоняет Боба и убеждает его продолжать преследовать Симпсонов вместе с ней и сыном.
Оставшись без денег и машины в чужой стране, Симпсоны не знают, что делать. Им на помощь приходит клоун Красти, который в это время как раз гастролирует по Италии. В Колизее он выступает с пародией на оперу Леонкавалло «Паяцы» и предлагает Симпсонам побыть на сцене во время спектакля, а затем отправиться с ним обратно в Америку. Во время спектакля Сайдшоу Боб отправляет Красти под сцену с помощью люка, а сам поёт самую знаменитую арию, вызывая восторг публики. Он, его жена и сын окружают Симпсонов с ножами в руках и хотят убить их, но Красти подъезжает на своём лимузине и выручает своих друзей.

## Награды
- Келси Грэммер был удостоен премии «Эмми» в 2006 году за озвучивание Сайдшоу Боба в этой серии.
- Серия была удостоена премии Гильдии сценаристов США (WGA Award) в области анимации.